# Avraham Șimșon Shalom Halperin
Avraham Șimșon Shalom Halperin (n. 1943, București, România) este actualul Rebbe al dinastiei hasidice Vasloi. Acesta s-a născut în București, unde tatăl său era lider al comunității hasidice locale (activând anterior în Galați). A emigrat ulterior în Israel, unde este în prezent lider al comunității hasidice, ce are sediul în Bnei Brak.